# Разрисованная вуаль (фильм, 2006)
«Разрисованная вуаль» (англ. The Painted Veil) — экранизация одноимённого романа британского писателя Сомерсета Моэма, вышедшая на экраны в конце 2006 года. Главные роли в нём исполнили Эдвард Нортон и Наоми Уоттс. Ранее роман уже экранизировался в 1934 году; тогда главную роль исполнила Грета Гарбо.

## Сюжет
«Разрисованная вуаль» — любовная история, разворачивающаяся в 1920-е годы. Молодая британская пара Уолтер (микробиолог из среднего класса) и Китти Фэйн (аристократка), поженившиеся не по взаимной любви, находятся в Шанхае, где Китти начинает тайный роман с Чарли Таунсендом. Уолтер догадывается, что жена ему изменяет. Обезумев от ревности, Уолтер решает принять предложение работать врачом в маленькой китайской деревушке, страдающей от эпидемии холеры. В качестве альтернативы он предлагает жене пойти к любовнику и потребовать, чтобы тот развёлся со своей женой ради неё. Таунсенд предсказуемо отказывается, и Китти вынуждена ехать вместе с Уолтером. После двух недель изнурительного путешествия супруги оказываются в заброшенном поселении, жители которого один за другим умирают от холеры. Уолтер почти всё время проводит в госпитале, в то время как Китти скучает дома. Однажды она решается выбраться в больницу, где работает муж, и обнаруживает там детский приют, которым занимаются несколько монахинь. Наблюдая за происходящим, Китти проникается уважением к своему мужу, и со временем начинает помогать монахиням с детьми. Это производит ответное впечатление на Уолтера; между супругами вспыхивает страсть, однако вскоре Китти обнаруживает, что беременна, и есть вероятность, что этот ребёнок — не Уолтера. Сам Уолтер решает в любом случае принять ребёнка, но внезапно заболевает холерой и умирает.
Финальная сцена: Китти с подросшим сыном покупает в Лондоне цветы и встречает на улице Чарли Таунсенда. Они обмениваются холодными приветствиями, Таунсенд предлагает встретиться, но Китти отказывает. Когда сын спрашивает, кто этот человек, Китти отвечает: «Никто, милый, никто».

## В ролях
| Актёр         | Роль           |
| ------------- | -------------- |
| Наоми Уоттс   | Китти Фэйн     |
| Эдвард Нортон | Уолтер Фэйн    |
| Лев Шрайбер   | Чарли Таунсенд |
| Тоби Джонс    | Уоддингтон     |
| Энтони Вонг   | полковник Ю    |

## Производство
Съёмки фильма проходили в Шанхае. Для съёмок холерной деревни режиссёр Джон Курран не хотел строить декораций, и съёмочная группа искала подходящее, не тронутое цивилизацией место в Китае. В конце концов ему удалось обнаружить такое место в Гуанси-Чжуанском автономном районе — древний город Хуань-Яо (黄姚古镇). По словам режиссёра, даже китайских членов команды поразила эта находка — они будто попали в прошлое.

## Награды и номинации
- 2007 — премия «Золотой глобус» за лучшую музыку к фильму (Александр Деспла)
- 2007 — две номинации на премию «Независимый дух»: лучшая мужская роль (Эдвард Нортон), лучший сценарий (Рон Нисуонер)
- 2006 — премия Национального совета кинокритиков США за лучший адаптированный сценарий (Рон Нисуонер), а также попадание в десятку лучших фильмов года